# جفت زادآور

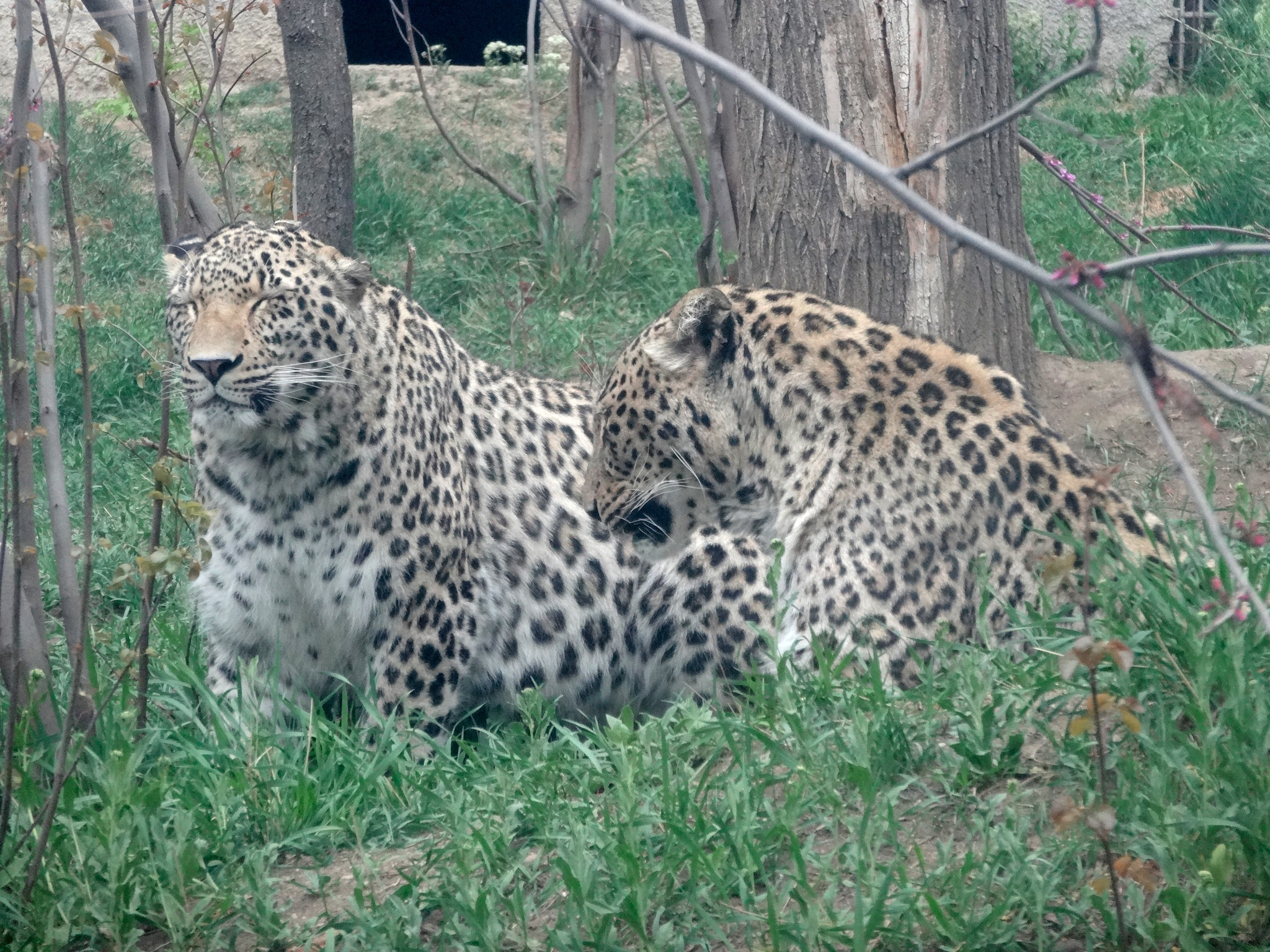
یک جفت زادآور از پلنگ ایرانی

جفت زادآور (به انگلیسی: Breeding pair)، جفتی از جانوران است که در طول زمان برای تولید فرزندان با نوعی پیوند بین افراد همکاری می‌کنند. به عنوان نمونه، بسیاری از پرندگان برای یک فصل تولیدمثل یا گاهی برای سرتاسر زندگی جفت‌گیری می‌کنند. آنها ممکن است برخی یا همه وظایف مربوط را به اشتراک بگذارند: برای مثال، یک جفت پرنده زادآور ممکن است از هم جدا شوند و لانه بسازند، تخمها را جوجه‌کشی کنند و از بچه‌ها تغذیه و محافظت کنند. این اصطلاح به‌طور کلی زمانی استفاده نمی‌شود که مانند گوریل کوهی، یک نر دارای حرمسرایی از چندین ماده باشد.
جفت‌های زادآور حقیقی معمولاً تنها در مهره‌داران یافت می‌شوند، اما استثناهای قابل توجهی مانند چوبک جزیره لرد هووی وجود دارد. جفت‌های زادآور واقعی در دوزیستان یا خزندگان نادر هستند، اگرچه سقنقور دم‌کوتاه زبان‌آبی استرالیایی یک استثنا با پیوندهای بلندمدت جفت است. برخی از ماهی‌ها جفت‌های کوتاه‌مدت تشکیل می‌دهند و تصور می‌شود که فرشته‌ماهی فرانسوی در طولانی‌مدت جفت می‌شود. جفت‌های زادآور واقعی در پرندگان بسیار رایج هستند. آیین جفت‌یابی زادآوری در پستانداران نادر است، جایی که الگوهای غالب این است که نر و ماده فقط برای جفتگیری با هم ملاقات می‌کنند (مانند خرس قهوه‌ای) یا اینکه نرهای غالب دارای حرمسرایی از چندین ماده هستند (مانند گراز دریایی).